# Champions Trophy mannen 1990
 De twaalfde editie van de strijd om de Champions Trophy had plaats van zaterdag 17 november tot en met zondag 25 november 1990 in het State Hockey Centre in Melbourne. Deelnemende landen waren: gastland en titelverdediger Australië, Groot-Brittannië, Nederland, Pakistan, Sovjet-Unie en West-Duitsland.

## Selecties

### Australië
1. Craig Davies
2. Warren Birmingham
3. Darren Bannerman
4. Ashley Carey
5. Gregory Corbitt
6. Stephen Davies
7. Andrew Deane
8. Lachlan Dreher  (gk)

1. Dean Evans
2. Stewart Dearing  (gk)
3. Mark Hager
4. Graham Reid
5. Jay Stacy
6. David Wansbrough
7. Ken Wark
8. Michael York

Bondscoach: Frank Murray
- Assistent: Jim Irvine
- Manager: Alan Berry
- Arts: Tom Henbest
- Fysio: Graham Reid
- Video: Peter Shaw

### Groot-Brittannië
1. Sean Rowlands (gk)
2. David Luckes (gk)
3. David Faulkner
4. Stephen Martin
5. Jason Laslett
6. Jon Potter
7. Soma Singh
8. Rob Hill

1. John Shaw
2. Russell Garcia
3. Jimmy Kirkwood
4. Rob Thompson
5. Nick Thompson
6. Robert Clift
7. Martyn Gimley
8. Don Williams

Bondscoach: Norman Hughes
- Assistent: John Hurst
- Manager: Bernie Cotton
- Arts: Peter Verow
- Fysio: Kevin Waters

### Nederland
1. Frank Leistra (gk)
2. Leo Klein Gebbink
3. Koen Pijpers
4. Jean-Pierre Pierie
5. Marinus Moolenburgh
6. Richard Brinkman
7. Jan-Willem Neubergh
8. Jacques Brinkman

1. Gijs Weterings
2. Stephan Veen
3. Erik Jazet
4. Wouter van Pelt
5. Bart Looije (gk)
6. Bastiaan van Ede
7. Erik Parlevliet
8. Taco van den Honert

Bondscoach: Rob Bianchi
- Manager: Fred Meijer
- Arts: Piet Bon
- Fysio: Rens Reysenbach
- Fysio: Arjen Bleeksma
- Video: Roberto Tolentino

### Pakistan
1. Mansoor Ahmed (gk)
2. Rana Mujahid Ali
3. Khalid Bashir
4. Anjum Saeed
5. Farhat Hassan Khan
6. Khawaja Muhammad Junaid
7. Qamar Ibrahim
8. Tahir Zaman

1. Muhammed Irfan
2. Shahbaz Ahmad
3. Waseem Feroze
4. Shahid Ali Khan  (gk)
5. Ahmed Akhlaq
6. Muhammad Riasat
7. Mussadiq Hussain
8. Zahid Sharif

Bondscoach: Manzoor-ul-Hassan
- Assistent: Riaz Ahmad
- Manager: Islahuddin Siddiqi
- Arts: Meesaq Rizvi

### Sovjet-Unie
1. Vladimir Plesjakov (gk)
2. Viktor Deputatov
3. Igor Yulchiev
4. Sos Airapetian
5. Vakhob Yuldachev
6. Vladimir Antakov
7. Igor Atanov
8. Farid Halitov

1. Oleg Khandajev
2. Sergei Plesjakov
3. Vitali Kholopov
4. Sergei Parfenov (gk)
5. Oleg Timofev
6. onbezet
7. Gennadi Ogonesyan
8. Sergei Shatkovsky

Bondscoach: Boris Kazantsev
- Manager: Mikhail Osintsev
- Arts: Alexei Alenkin

### West-Duitsland
1. Michael Knauth (gk)
2. Alexander Breuer (gk)
3. Christian Stengler
4. Henning Fastrich
5. Andreas Mollandin
6. Jan-Peter Tewes
7. Andreas Becker
8. Frederick Ness

1. Michael Waldhauser
2. Andreas Keller
3. Thomas Reck
4. Thomas Brinkmann
5. Hermann Waldhauser
6. Michael Hilgers
7. Sven Meinhardt
8. Christopher Gerber

Bondscoach: Bernhard Peters
- Manager: Kurt Schneider
- Arts: Eduard Thelen
- Fysio: Ullrich Becker

## Scheidsrechters
- Allen Schasser
- Friedhelm Sprenger
- Graham Nash

- Santiago Deo
- Rob Lathouwers
- Donald Prior

- Amarjit Singh Bawa
- Shafat Bagdhadi
- Richard Kentwell

## Uitslagen
| 17 november 13:30                                                                                    |       |                  |                                                                 |
| Nederland                                                                                            | 5 – 0 | Groot-Brittannië | Scheidsrechters: Shafat Bagdhadi (PAK) Friedhelm Sprenger (FRG) |
| Gijs Weterings 4' Gijs Weterings 44' Jacques Brinkman 54' Taco van den Honert 57' Gijs Weterings 64' |       |                  | Scheidsrechters: Shafat Bagdhadi (PAK) Friedhelm Sprenger (FRG) |

| 17 november 15:30                                                                                                |       |                                                       |                                                          |
| Pakistan | 6 – 3 | West-Duitsland                                        | Scheidsrechters: Rob Lathouwers (NED) Santiago Deo (ESP) |
| Mussadiq Hussain 22' Mussadiq Hussain 24' Tahir Zaman 29' Tahir Zaman 31' Mussadiq Hussain 59' Qamar Ibrahim 65' |       | 35' Thomas Reck 58' Sven Meinhardt 68' Frederick Ness | Scheidsrechters: Rob Lathouwers (NED) Santiago Deo (ESP) |

| 18 november 13:30                      |       |                     |                                                              |
| Australië                              | 2 – 1 | Sovjet-Unie         | Scheidsrechters: Amarjeet Singh Bawa (IND) Graham Nash (GBR) |
| Stephen Davies 17' Gregory Corbitt 56' |       | 48' Vitali Kholopov | Scheidsrechters: Amarjeet Singh Bawa (IND) Graham Nash (GBR) |

| 18 november 15:30   |       |                  |                                                            |
| West-Duitsland      | 1 – 0 | Groot-Brittannië | Scheidsrechters: Richard Kentwell (USA) Donald Prior (AUS) |
| Michael Hilgers 60' |       |                  | Scheidsrechters: Richard Kentwell (USA) Donald Prior (AUS) |

| 19 november 16:00    |       |             |                                                               |
| Nederland            | 1 – 0 | Sovjet-Unie | Scheidsrechters: Alan Schasser (AUS) Friedhelm Sprenger (FRG) |
| Jacques Brinkman 66' |       |             | Scheidsrechters: Alan Schasser (AUS) Friedhelm Sprenger (FRG) |

| 19 november 18:00                             |       |          |                                                              |
| Australië                                     | 3 – 0 | Pakistan | Scheidsrechters: Rob Lathouwers (NED) Richard Kentwell (USA) |
| Jay Stacy 17' Mark Hager 48' Andrew Deane 67' |       |          | Scheidsrechters: Rob Lathouwers (NED) Richard Kentwell (USA) |

| 21 november 16:00                                                             |       |                                                                                |                                                           |
| Nederland                                                                     | 4 – 4 | West-Duitsland                                                                 | Scheidsrechters: Shafat Bagdhadi (PAK) Donald Prior (AUS) |
| Gijs Weterings 10' Gijs Weterings 19' Gijs Weterings 51' Jacques Brinkman 60' |       | 12' Andreas Becker 50' Thomas Reck 58' Andreas Mollandin 66' Andreas Mollandin | Scheidsrechters: Shafat Bagdhadi (PAK) Donald Prior (AUS) |

| 21 november 18:00                                                      |       |                  |                                                          |
| Australië                                                              | 4 – 0 | Groot-Brittannië | Scheidsrechters: Santiago Deo (ESP) Rob Lathouwers (NED) |
| Gregory Corbitt 3' Gregory Corbitt 16' Mark Hager 31' Andrew Deane 36' |       |                  | Scheidsrechters: Santiago Deo (ESP) Rob Lathouwers (NED) |

| 22 november 16:00                                                    |       |                    |                                                         |
| Pakistan                                                             | 4 – 1 | Sovjet-Unie        | Scheidsrechters: Santiago Deo (ESP) Alan Schasser (AUS) |
| Tahir Zaman 24' Tahir Zaman 42' Rana Mujahid Ali 45' Tahir Zaman 52' |       | 68' Sos Airapetian | Scheidsrechters: Santiago Deo (ESP) Alan Schasser (AUS) |

| 22 november 18:00                   |       |                                                        |                                                              |
| Nederland                           | 2 – 3 | Australië                                              | Scheidsrechters: Amarjeet Singh Bawa (IND) Graham Nash (GBR) |
| Gijs Weterings 15' Stephan Veen 22' |       | 14' Jay Stacy 17' Gregory Corbitt 57' David Wansbrough | Scheidsrechters: Amarjeet Singh Bawa (IND) Graham Nash (GBR) |

| 24 november 13:00                  |       |                 |                                                            |
| Groot-Brittannië                   | 2 – 1 | Pakistan        | Scheidsrechters: Richard Kentwell (USA) Donald Prior (AUS) |
| Robert Clift 16' Nick Thompson 31' |       | 66' Tahir Zaman | Scheidsrechters: Richard Kentwell (USA) Donald Prior (AUS) |

| 24 november 15:00                                              |       |             |                                                          |
| West-Duitsland                                                 | 3 – 0 | Sovjet-Unie | Scheidsrechters: Shafat Bagdhadi (PAK) Graham Nash (GBR) |
| Michael Hilgers 17' Christian Stengler 26' Michael Hilgers 41' |       |             | Scheidsrechters: Shafat Bagdhadi (PAK) Graham Nash (GBR) |

| 25 november 11:30                     |       |                   |                                                        |
| Nederland                             | 2 – 1 | Pakistan          | Scheidsrechters: Graham Nash (GBR) Alan Schasser (AUS) |
| Gijs Weterings 22' Gijs Weterings 70' |       | 41' Shahbaz Ahmed | Scheidsrechters: Graham Nash (GBR) Alan Schasser (AUS) |

| 25 november 13:30 |       |                                          |                                                                |
| Groot-Brittannië  | 1 – 2 | Sovjet-Unie                              | Scheidsrechters: Friedhelm Sprenger (FRG) Rob Lathouwers (NED) |
| Jon Potter 48'    |       | 32' Sergei Plesjakov 50' Vitali Kholopov | Scheidsrechters: Friedhelm Sprenger (FRG) Rob Lathouwers (NED) |

| 25 november 15:30                |       |                                                       |                                                               |
| Australië                        | 2 – 3 | West-Duitsland                                        | Scheidsrechters: Santiago Deo (ESP) Amarjeet Singh Bawa (IND) |
| Gregory Corbitt 5' Jay Stacy 66' |       | 23' Andreas Keller 39' Frederick Ness 55' Thomas Reck | Scheidsrechters: Santiago Deo (ESP) Amarjeet Singh Bawa (IND) |

## Eindstand
| №      | Land             | WG | W | G | V | DV | DT | +/– | Punten |
| ------ | ---------------- | -- | - | - | - | -- | -- | --- | ------ |
| Goud   | Australië        | 5  | 4 | 0 | 1 | 12 | 4  | +8  | 8      |
| Zilver | Nederland        | 5  | 3 | 1 | 1 | 8  | 5  | +3  | 7      |
| Brons  | West-Duitsland   | 5  | 3 | 1 | 1 | 14 | 11 | +3  | 7      |
| 4      | Pakistan         | 5  | 2 | 0 | 3 | 13 | 12 | +1  | 4      |
| 5      | Sovjet-Unie      | 5  | 1 | 0 | 4 | 9  | 16 | −7  | 2      |
| 6      | Groot-Brittannië | 5  | 1 | 0 | 4 | 8  | 16 | −8  | 2      |

## Topscorers
- In onderstaand overzicht zijn alleen de spelers opgenomen met vijf of meer treffers achter hun naam.

| № | Naam            | Land      | Goals | SC | SB |
| - | --------------- | --------- | ----- | -- | -- |
| 1 | Gijs Weterings  | Nederland | 9     | 5  | 0  |
| 2 | Gregory Corbitt | Australië | 5     | 3  | 0  |
|   | Tahir Zaman     | Pakistan  | 5     | 2  | 2  |

Mannen:
Lahore 1978 ·
Karachi 1980 ·
Karachi 1981 ·
Amstelveen 1982 ·
Karachi 1983 ·
Karachi 1984 ·
Perth 1985 ·
Karachi 1986 ·
Amstelveen 1987 ·
Lahore 1988 ·
Berlijn 1989 ·
Melbourne 1990 ·
Berlijn 1991 ·
Karachi 1992 ·
Kuala Lumpur 1993 ·
Lahore 1994 ·
Berlijn 1995 ·
Chennai 1996 ·
Adelaide 1997 ·
Lahore 1998 ·
Brisbane 1999 ·
Amstelveen 2000 ·
Rotterdam 2001 ·
Keulen 2002 ·
Amstelveen 2003 ·
Lahore 2004 ·
Chennai 2005 ·
Barcelona 2006 ·
Kuala Lumpur 2007 ·
Rotterdam 2008 ·
Melbourne 2009 ·
Mönchengladbach 2010 ·
Auckland 2011 ·
Melbourne 2012 ·
Bhubaneswar 2014 ·
Londen 2016 ·
Breda 2018
Vrouwen:
Amstelveen 1987 ·
Frankfurt 1989 ·
Berlijn 1991 ·
Amstelveen 1993 ·
Mar del Plata 1995 ·
Berlijn 1997 ·
Brisbane 1999 ·
Amstelveen 2000 ·
Amstelveen 2001 ·
Macau 2002 ·
Sydney 2003 ·
Rosario 2004 ·
Canberra 2005 ·
Amstelveen 2006 ·
Quilmes 2007 ·
Mönchengladbach 2008 ·
Melbourne 2009 ·
Nottingham 2010 ·
Amstelveen 2011 ·
Rosario 2012 ·
Mendoza 2014 ·
Londen 2016 ·
Changzhou 2018